# Maria Probosz
Maria Probosz est une actrice polonaise née le 7 février 1961 à Łódź (Pologne), où elle est décédée le 14 septembre 2010(cancer).

## Filmographie
- 1982 : Przekleta ziemia : Urszula
- 1982 : Niech cie odleci mara : Petite-amie de Witek
- 1984 : Alabama
- 1984 : Czas dojrzewania : Małgorzata Paluch
- 1985 : Junge Leute in der Stadt : Susi
- 1986 : Cena odvahy : Lenka Vanáková
- 1986 : Zaproszenie : Young Anna Górska
- 1987 : Luk Erosa : Fille de Ciaglewicz
- 1987 : Tulipan (feuilleton TV) : Kasia
- 1987 : Zycie wewnetrzne : Voisine d'Ewcia
- 1987 : Matka Królów : l'infirmière
- 1988 : Labedzi spiew
- 1988 : Chas polnoluniya
- 1988 : Trzy kroki od milosci : Edyta
- 1988 : Trójkat bermudzki : Monika
- 1988 : Cesarskie ciecie (TV) : Femme enceinte
- 1989 : Zabij mnie, glino
- 1989 : Vernymi ostanemsya
- 1989 : Triumph of the Spirit : petite-amie de Rauscher
- 1989 : Powrót wabiszczura : Fille du Commissaire
- 1990 : Porno : Hania
- 2000 : Sniezynka : La mère
- 2000 : Ja jestem Jurek : Femme au bar